# カラフトマス
カラフトマス（樺太鱒、学名：Oncorhynchus gorbuscha, 英名：pink salmon, humpback salmon）は、サケ科サケ属の回遊魚。
地方名にアオマスやセッパリマスなどがある。また、北海道の一部産地ではオホーツクサーモンというブランド名で呼ばれる。アラスカ州などではピンクサーモンと呼ばれる。

## 分布
北太平洋、ベーリング海、オホーツク海、日本海。日本では北海道、東北地方の一部。

## 特徴
サケ属の中では小型の種類 goda で全長40-60センチメートル。側線鱗数はサケ・マス類中最も多く、背面や尾びれ、脂びれに黒い斑点があるのが特徴である。繁殖期には、雄のみ背中が突起状に変形（セッパリ）する。そのため「セッパリマス」の名がある。稚魚にはパーマークが無く、4月から5月に降海し降海後ほとんどが2年で成熟し回帰する。したがって繁殖集団が偶数年と奇数年とで分かれており、隔年の変動を示すことが知られている（いわゆる大漁年と不漁年）。繁殖集団の遺伝的な調査結果によれば、同じ年の隣の河よりも、日本とアラスカの方が遺伝子的には近縁であった。これは母川回帰本能が強くないことを示唆している。

### 地方名
地方名：サクラ、サクラマス（宮古、山田、釜石、大船渡）、アオマス（道東、久慈）、ホンマス（北海道東部の一部）、オホーツクサーモン（オホーツク沿岸）、ピンク

## 生態
基本的に生まれた川に溯上し産卵するが、母川回帰性は弱く迷って違う川に遡上することも多い。日本では主に北海道東部のオホーツク海と根室海峡に流入する河川に遡上がみられるが、北海道南部や本州北部でも少数の遡上がみられる。時期は河川により変化するが、7月から遡上が始まり、砂礫質の水通しの良い河床を選んで8月から10月に産卵し、産卵後には寿命を終える。孵化した稚魚は河川ではあまり餌を捕食せず、産卵の翌年4月から5月に降海する。
1962年から1967年にかけ北海道知内川、遊楽部川で行われた調査によれば、産卵床は水深6-36センチメートル、大きさは長径で80-170センチメートル程度、短径は35-90センチメートル。産卵床が作られる箇所の流速は、シロザケよりも流速が速い箇所が多く産卵床の位置や水質で棲み分けがされている。シロザケと産卵床を形成する場所の棲み分けは成されているが、交雑が生じ漁業関係者の間でサケマスと呼ばれるシロザケとの交雑個体が捕獲されることがあり、外見は双方の特徴を併せ持っている。
自然繁殖での卵から降海するまでの生存率は0.1-40%程度。人工孵化での採卵から放流までの生存率は約80%。
人為的に移入された五大湖では、小型の陸封型が出現して世代を重ねている。

## 利用

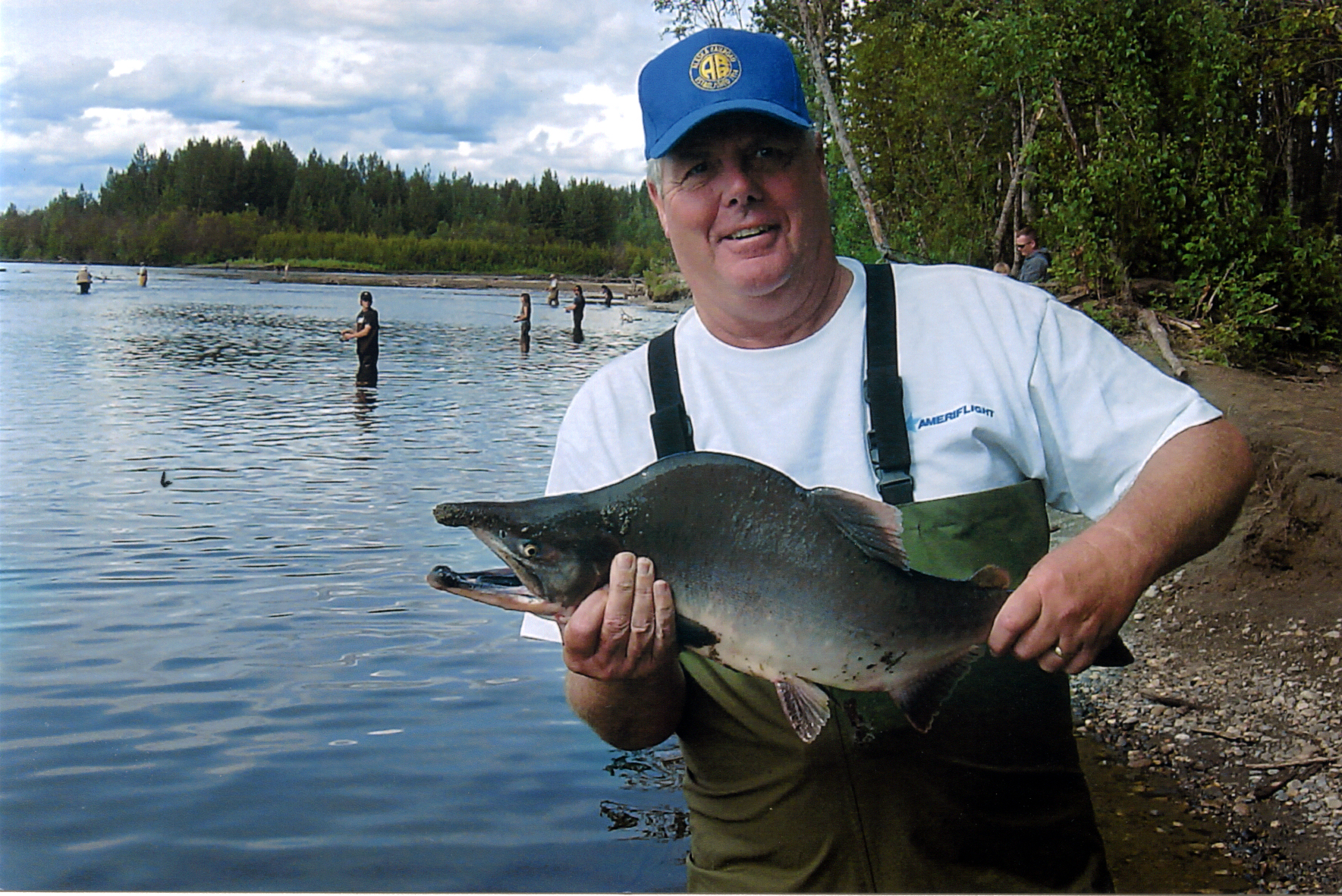
釣り上げられたカラフトマス

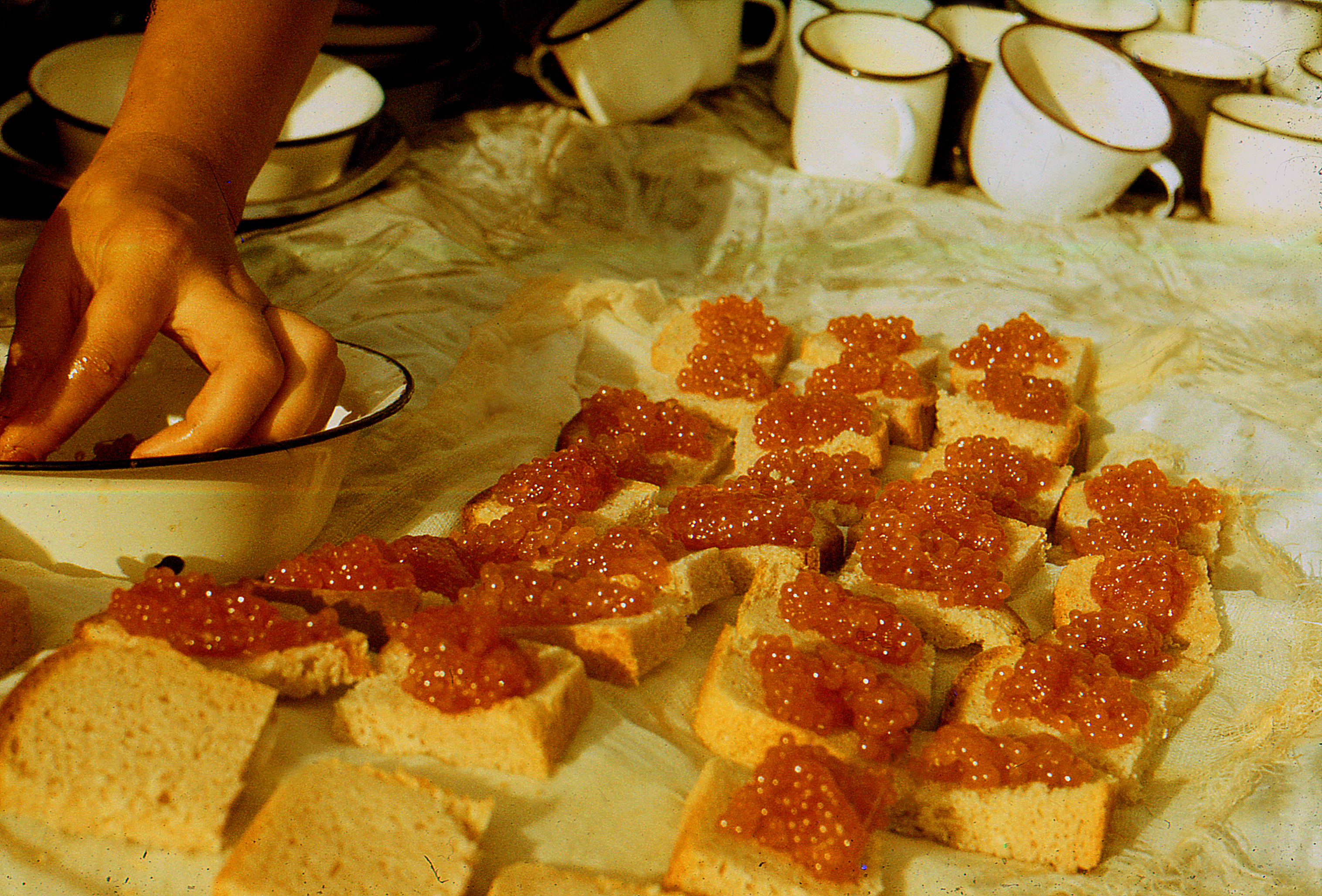
カナッペに使われているイクラ

### 漁業
かつてはオホーツク海、ベーリング海での「北洋さけ・ます漁業」により捕獲されていたが、沿岸での定置網ならびに遡上河川での捕獲が主流となっている。漁期は夏から冬。サケに次ぐ漁獲量である。
国内最大の水揚げ地は北海道東部オホーツク海沿岸であり、当地での7-8月の約2か月間の水揚げで国内消費の多くが満たされる。

### 食用加工
肉質はやわらかく、サケ科魚類の中では脂分が多い。
鮮魚の利用方法としては焼き物のほか、ルイベ、燻製、ムニエルなどがある。揚げ物はフライや天ぷらなどが美味であり、この魚のザンギを名物としている地域もある。また、シロザケよりも小型なのでちゃんちゃん焼きに向く。
味噌仕立ての鍋は鱒鍋と呼ばれ、カラフトマスの漁獲の多い地域では石狩鍋より好まれる場合がある。
山漬けや塩鱒などに塩蔵加工すると、程よく脱水・熟成されて美味である。塩鱒は焼き魚のほか、はさみ漬けや鱒漬けなどの漬物の原料としても珍重される。卵は筋子（すじこ）として加工される。イクラに加工したものはマス子と呼ばれ、外食産業を中心に流通している。
このほか、缶詰の主原料にもなる。マルハニチロがあけぼのブランドで製造・販売している鮭缶は、途中でカラフトマスの使用に切り替えられている。